# Morbid Saint
I Morbid Saint sono una band thrash metal di Sheboygan, Wisconsin.
Nata nel 1984 e scioltasi a metà degli anni novanta dopo aver pubblicato un album full-length, Spectrum of Death. Riuniti nel 2010, nel 2015 pubblicano il loro secondo album, Destruction System, riproponendo materiale di un vecchio demo del 1992. il loro terzo album, Swallowed by Hell, è stato rilasciato il 9 febbraio 2024.

## Storia del gruppo
I Morbid Saint si formarono il 1º novembre 1984 a Sheboygan, Wisconsin. La band debuttò con una demo nel 1988 intitolata Lock Up Your Children, concessa in licenza dalla Edge Entertainment all'etichetta messicana Avanzada Metálica, che la ripubblicò come album completo nel 1989 con il titolo Spectrum of Death; tuttavia, non fu pubblicata in altri territori fino ad anni dopo. Nel 1992, pubblicarono una demo intitolata Destruction System per un secondo album completo pianificato, ma non fu mai pubblicato ufficialmente in quest'ultima forma.  La band si sciolse poi nel 1994.
All'inizio del 2010, i Morbid Saint annunciarono la loro reunion con una nuova formazione. Nel 2012, la band pubblicò l'album compilation Thrashaholic, contenente sia Spectrum of Death che Destruction System in formato CD-R rimasterizzato, con quattro nuove canzoni e un DVD live in formato DVD-R.
Nel 2014, la band pubblicò l'album live Beyond the States of Hell, registrato dal vivo da Pechino. Nel novembre 2015, Destruction System fu ufficialmente pubblicato come secondo album completo della band, originariamente previsto per il 1992, ma rimasto incompiuto da allora, con una nuova grafica.
Nel 2022, i Morbid Saint avevano iniziato a scrivere nuovo materiale per il loro terzo album Swallowed by Hell, che è stato pubblicato il 9 febbraio 2024.

## Formazione

### Formazione attuale
- Pat Lind - Voce 1984–1994, 2010–oggi
- Jay Visser - Chitarra 1984–1994, 2010, 2022–oggi
- Jim Fergades - chitarra 1988–1994, 2010–2016, 2022–oggi
- Gary Beimel - Basso 2010–oggi
- Lee Reynolds - Batteria 2016–oggi

### Ex
- Lee Reynolds – batteria 1984–1994
- Mike Chapa – Voce,basso 1984–1987
- Tony Paletti – basso 1987–1990
- Bob Sinjakovic – voce 1987–1988
- Gary Beimel – basso 1990–1994
- Randy Wall – Batteria 2010–2016
- Kevin Koski – Chitarra 2011–2013
- Marco Martell – Chitarra 2015–2016
- Cliff Wagner – voce 2016–2022
- Martin Russell Gesch – Chitarra 2016–2022

## Discografia
Album in studio
- 1989 - Spectrum of Death
- 2015 - Destruction System
- 2024 - Swallowed by Hell

album live
- 2014 - Beyond the States of Hell

Demo
- 1988 - Lock Up Your Children
- 1992 - Destruction System

Compilation
- 2012 - Thrashalcolic